# 张乾 (南朝)
张（?—?），字玄明，吴郡吴县（今江苏省苏州市）人，南北朝时陈朝人，张昭的弟弟。
他聪明博学，以孝顺著称。父亲死后，每一次悲痛，必至呕血。邻里听到他的哭声，都也跟着流泪。为父服孝未终，母亲又亡。于是居丧一共六年，家贫，不能大葬。于是布衣食素，十多年杜门不出。吴郡举孝廉，固辞不就，年纪不到五十而卒。